# Pseudeusemia anigutta
Pseudeusemia anigutta är en fjärilsart som beskrevs av Embrik Strand 1916. Pseudeusemia anigutta ingår i släktet Pseudeusemia och familjen mätare. Inga underarter finns listade i Catalogue of Life.